# Exposición General de primera categoría de Bruselas (1935)
La Exposición General de primera categoría de Bruselas (1935) fue la primera exposición internacional regulada por la Oficina Internacional de Exposiciones y tuvo lugar del 27 de abril al 6 de noviembre de 1935 en Bruselas, Bélgica.
Esta exposición tuvo como tema "Transportes y Colonización".

## Datos
- Superficie: 152 hectáreas.
- Países participantes: 30.
- Visitantes: 20.000.000.
- Coste de la exposición: 197.000.000 FB.

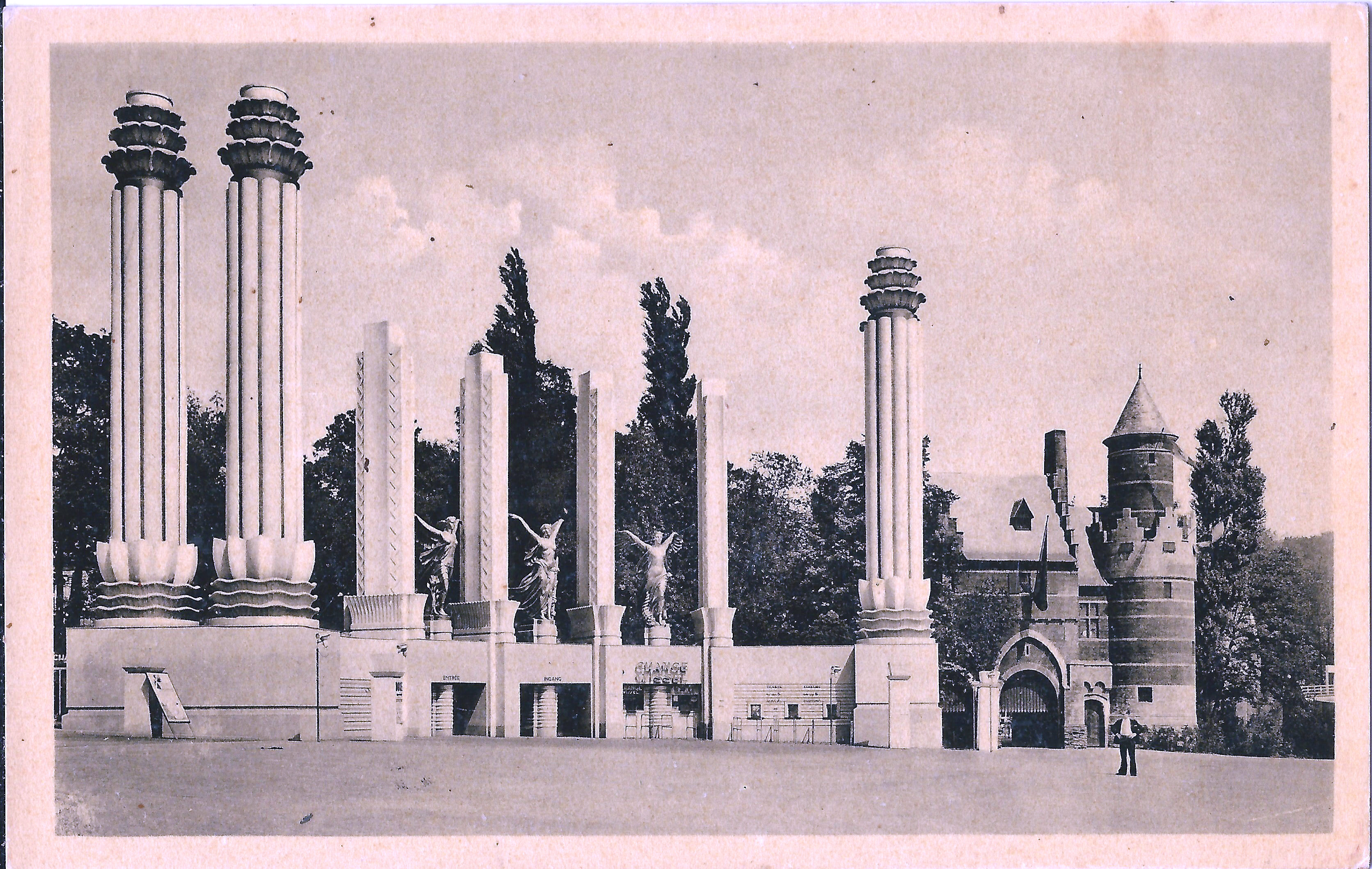
Entrada principal.
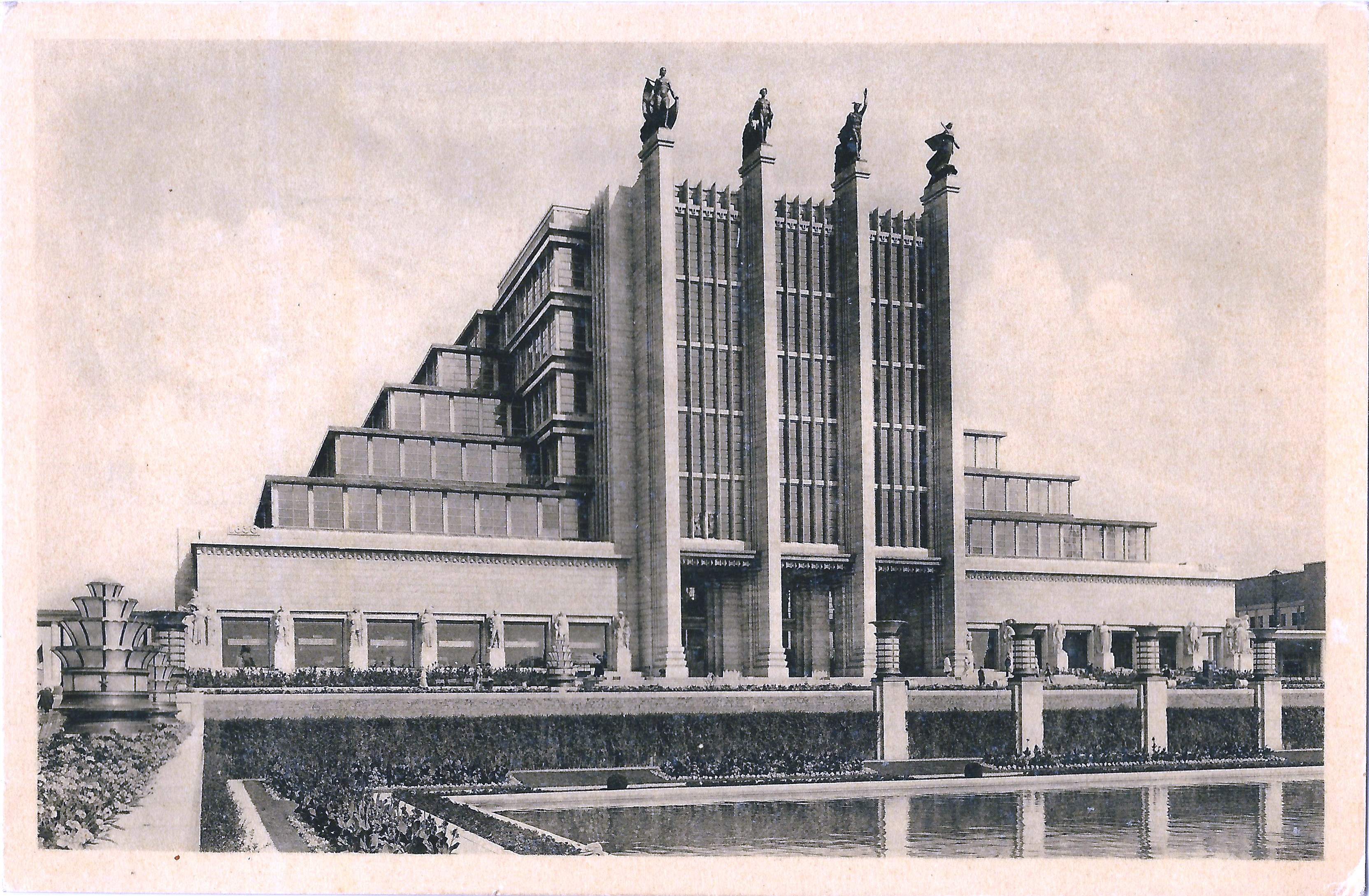
El Grand Palais, el Gran Pabellón o pabellón principal de exposiciones.
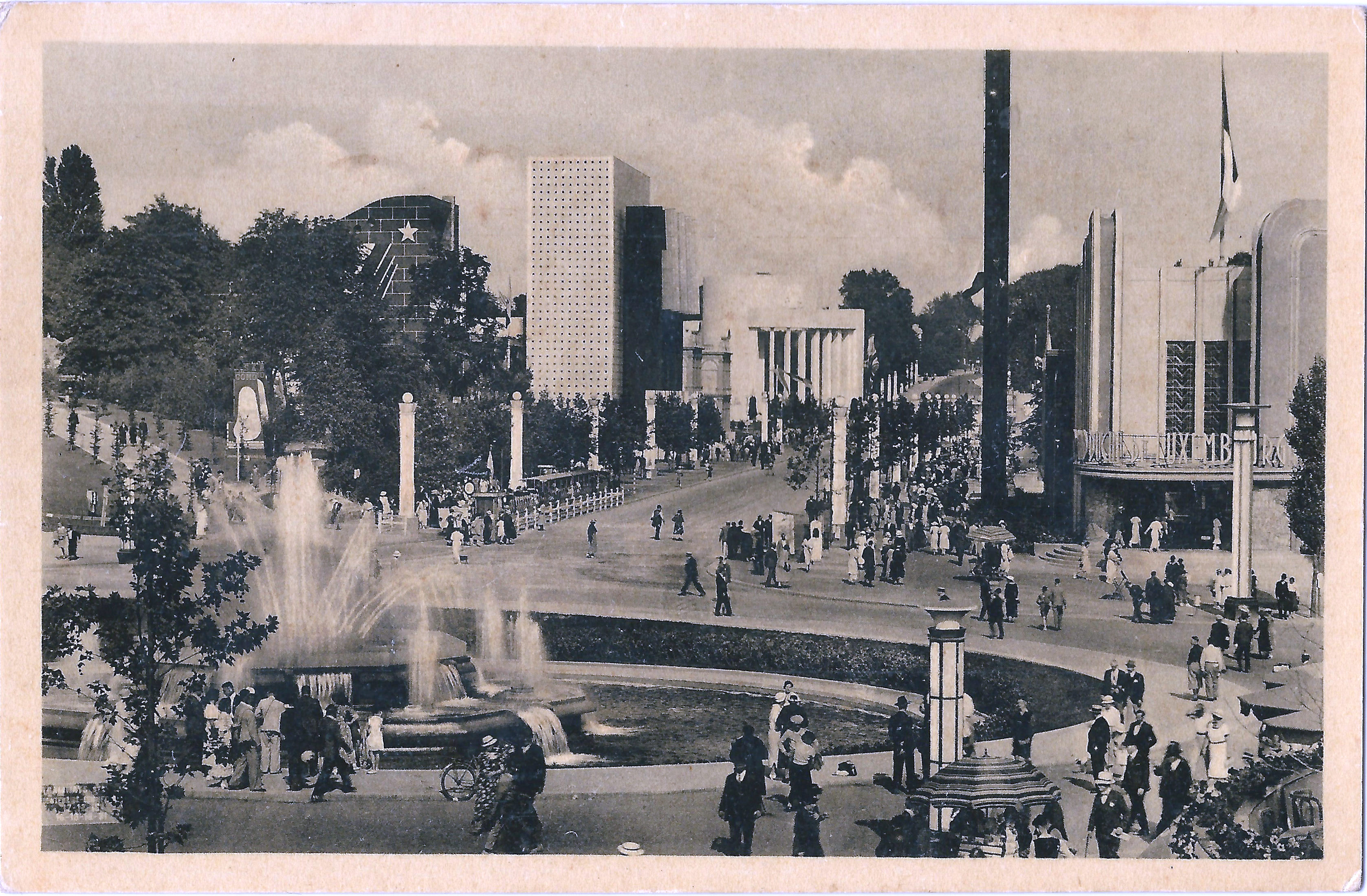
Vista de conjunto.
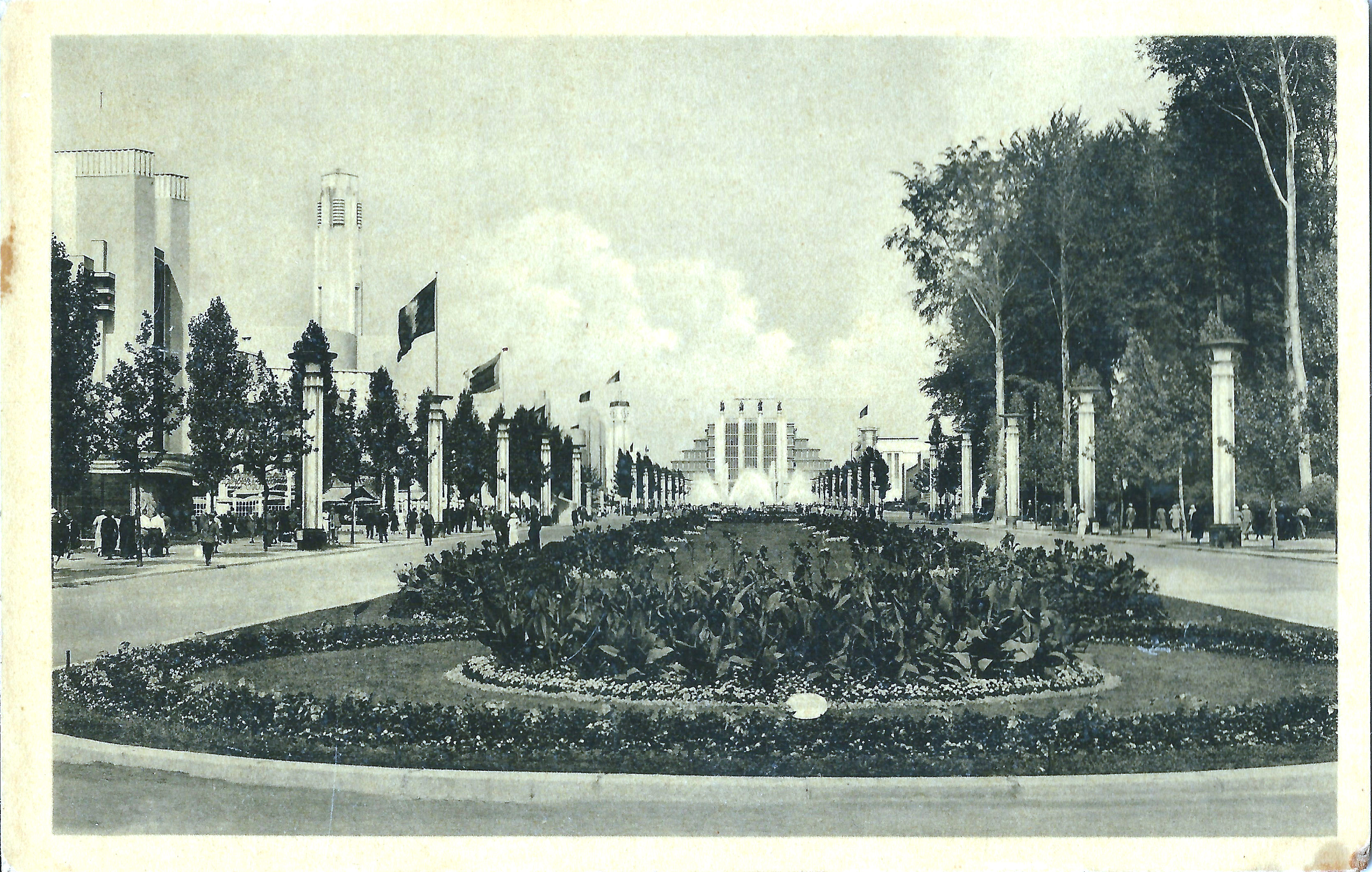
Vista general.
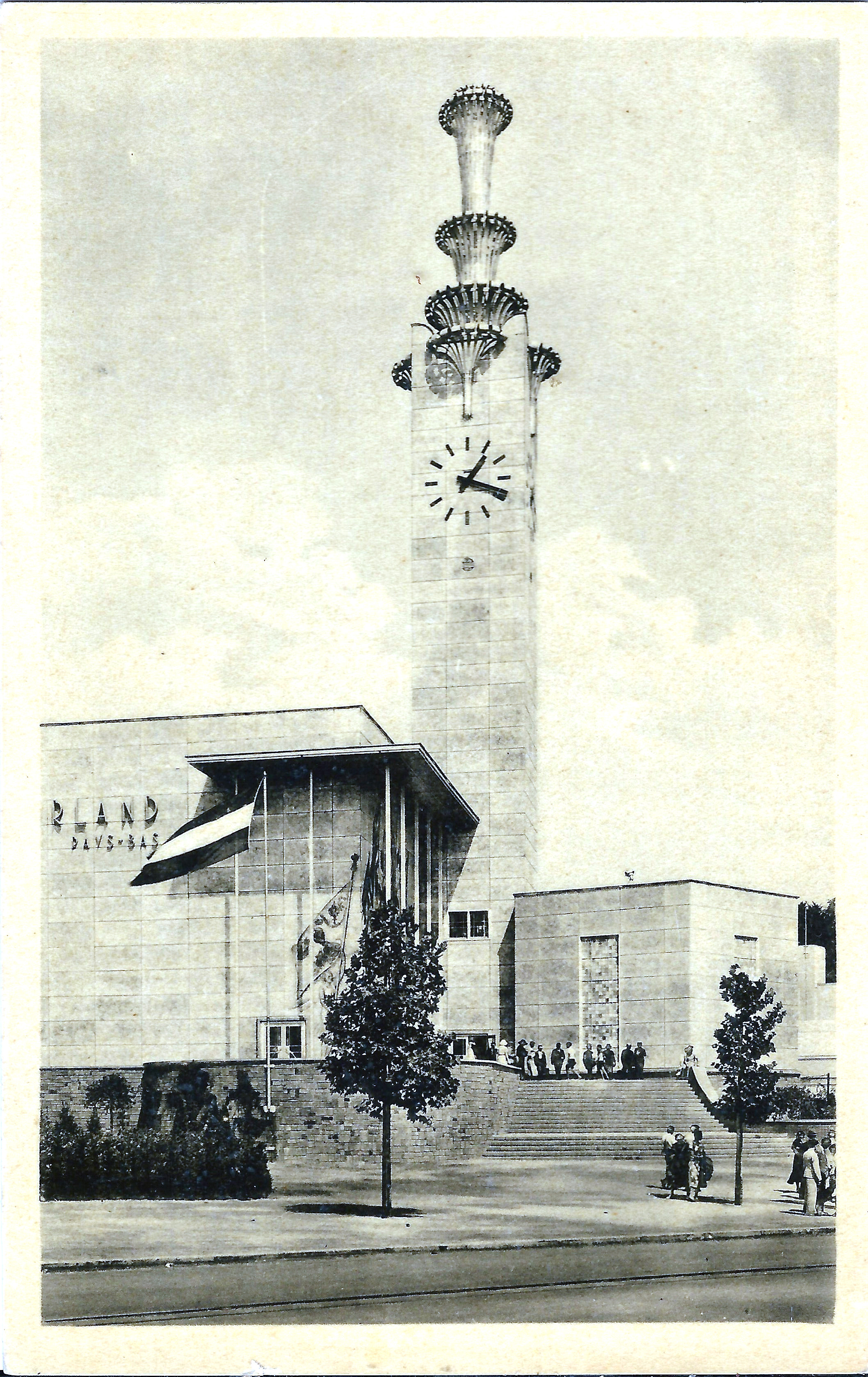
Pabellón de los Países Bajos.
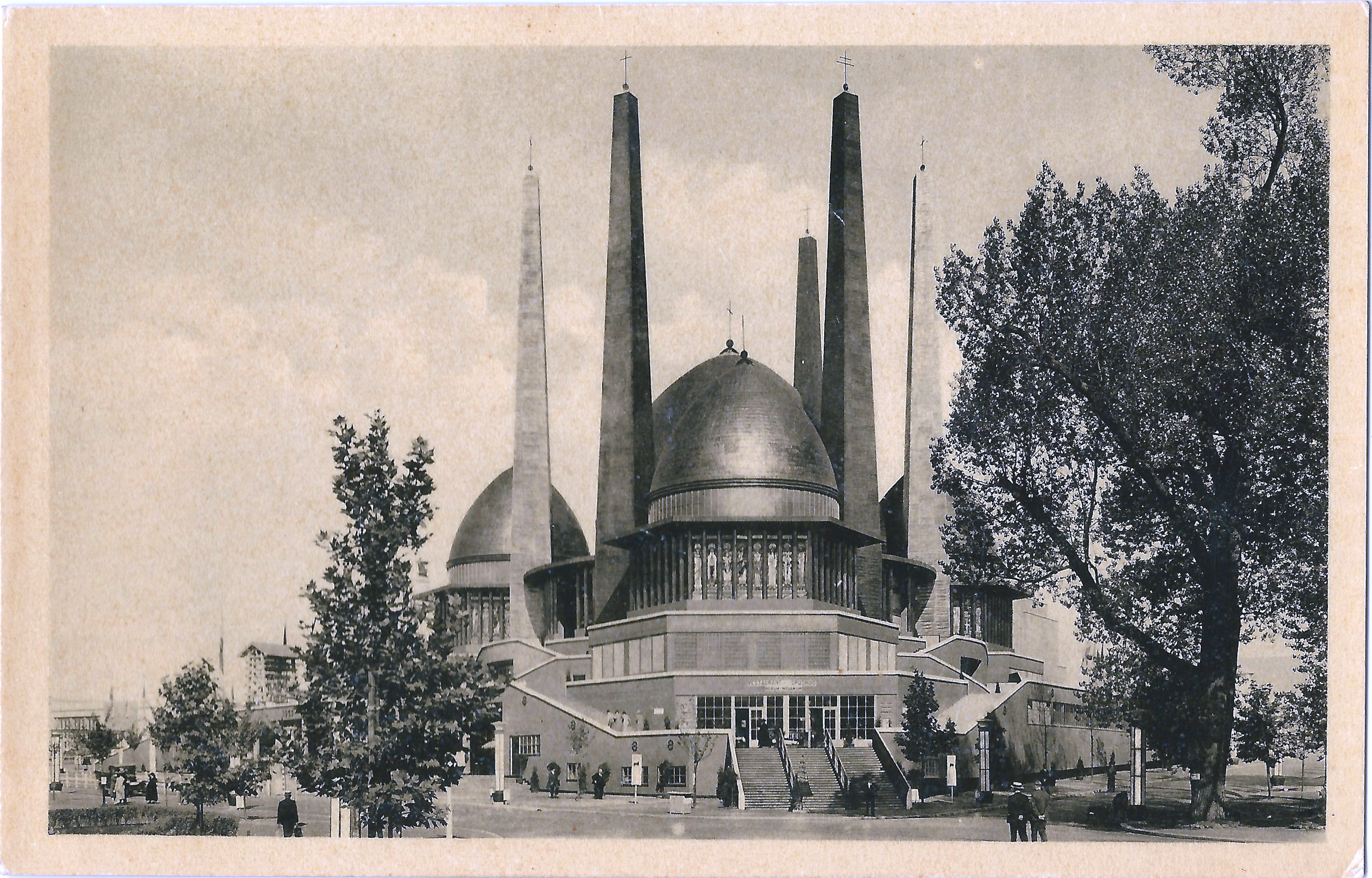
El pabellón  Vida católica.
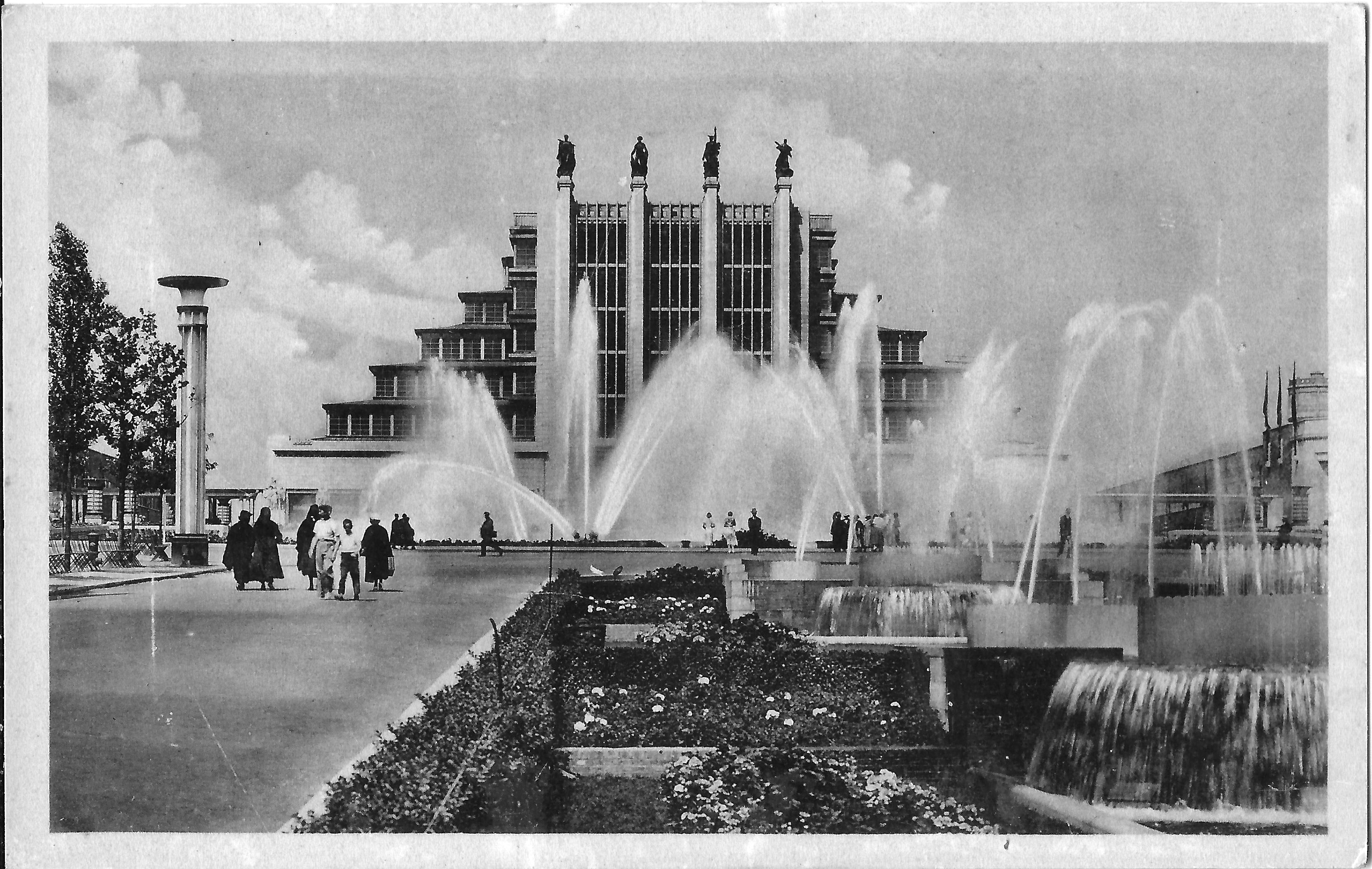
Las fuentes.